# Kouros del Sunio
Il Kouros del Sunio (o "di Capo Sunio") è una scultura greca arcaica che rappresenta un giovane nudo o kouros (in lingua greca antica κοῦρος-ragazzo). Di dimensioni maggiori del vero, la statua è stata scolpita nel marmo e, proveniente dall'isola di Nasso, risale all'incirca al 600 a.C. Essa ha ancora varie somiglianze con l'antica statuaria egizia (la posizione frontale, le braccia allungate sui fianchi e la gamba sinistra avanzata), ma il kouros a differenza dell'arte egizia è qui completamente nudo.
La figura si trova in una posa convenzionale, con la testa e il corpo in posizione statica centrale, mentre il piede sinistro è più avanzato il peso si distribuisce però uniformemente su entrambi i piedi, con i pugni serrati al lato delle grandi cosce. La testa è ampia con un viso dotato di sorriso arcaico; il corpo rigido e quasi ieratico è posizionato frontalmente, con le spalle larghe, la vita e i fianchi stretti. Alcuni frammenti di colorazione rossa rimangono nelle ciocche di capelli intrecciati, che sono raccolti da un nastro legato da un nodo piano, e con riccioli sulla fronte.
Le caratteristiche anatomiche sono suggerite da segni superficiali, tra cui le otto suddivisioni dell'addome: ha infine grandi lobi in volute, oltre ad occhi a mandorla e le proporzioni sono generalmente allungate.
La statua è stata trovata sepolta nei pressi del Tempio di Poseidone a Capo Sunio nel 1906, e potrebbe essere stato rimosso e sepolto dai Persiani quando il tempio fu distrutto nel 480 a.C. durante la seconda guerra persiana a seguito dell'invasione della Grecia. Restaurato, ha un'altezza di 3,05 metri ed è a tutt'oggi conservato al Museo Archeologico Nazionale di Atene.